# 濃尾平野

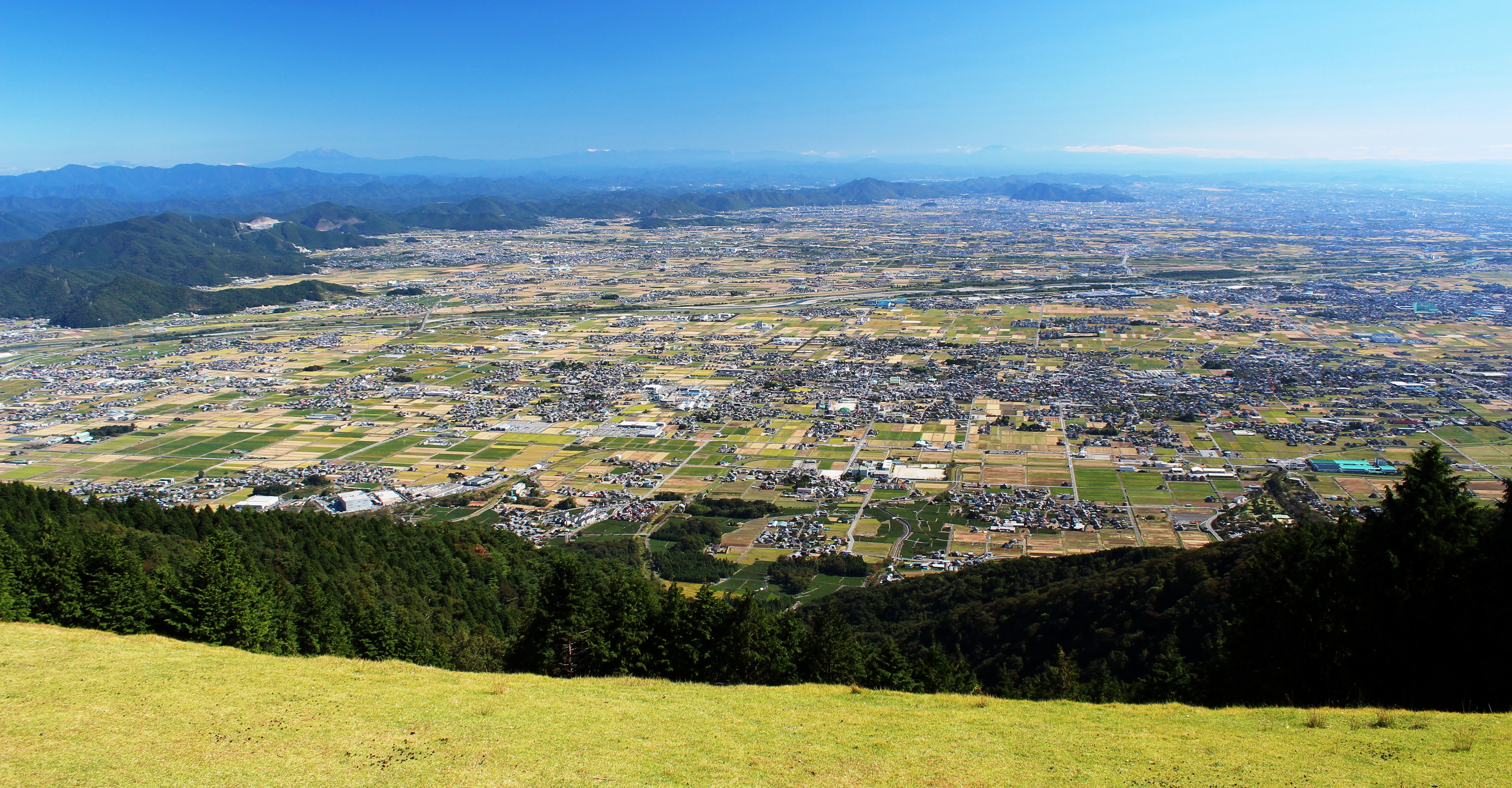
池田山から望む濃尾平野の北側

濃尾平野（のうびへいや）は、岐阜県（美濃）南西部から愛知県（尾張）北西部と三重県北部の一部にかけて広がる平野である。面積は約1,800km²。西は伊吹山地と養老山地、東は尾張丘陵、北は両白山地に囲まれ、南は伊勢湾に面する。南西部の木曽三川の河口付近で伊勢平野とつながっている。

## 地形

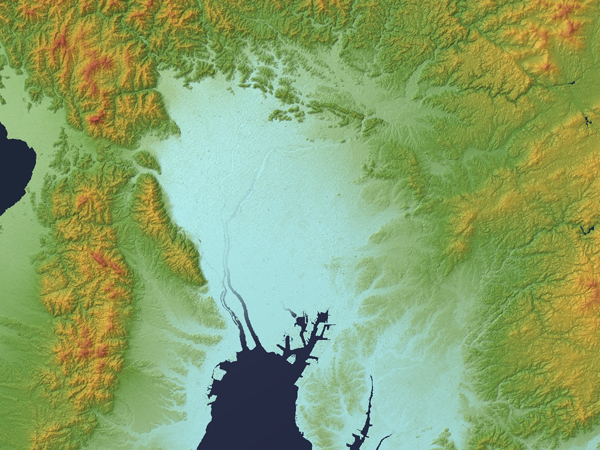
濃尾平野周辺の地形図

濃尾平野は地質学的には木曽三川（木曽川・長良川・揖斐川）と庄内川により形成された肥沃な土壌の沖積平野であり、その構造は上流側から順に扇状地・自然堤防と後背湿地・三角州の3つに分類される。各河川が形成した扇状地は現在は内陸部に位置しており、縄文時代以前は濃尾平野のほぼ全域が海であったと考えられる。一説には717年（養老元年）のものと伝えられる猿投神社で発見された『尾張古図』では、現在の濃尾平野のほぼ全域を島が点在する海として描かれており、島には「ツシマ」「長シマ」「ビハシマ」など現存する地名も見える。
濃尾平野と養老山地の境目には養老-桑名-四日市断層帯が南北に走る。この断層を境目に西側は隆起・東側は沈下することで養老山地が生じており、この地形変動によって濃尾平野は東側よりも西側が低い傾斜した地形となっている。この地形特性により濃尾平野を流れる河川は西寄りに流路をとることとなり、特に木曽三川が合流する平野西端部では輪中が形成されるなど水害が多発する地域となった。なお、この傾斜を生む構造を濃尾傾動運動
（）と呼ぶ。

### 扇状地帯
扇状地帯では木曽三川と庄内川、およびその支川による扇状地が組み合わさって広範囲に広がっている。
木曽川扇状地は濃尾平野では最大であり「犬山扇状地」とも呼ばれる。犬山城付近を扇頂とした約12kmの扇状地で、扇端は一宮市・岩倉市付近である。扇状地上には木曽川本川や派川の旧河道跡が幾筋も存在しており、これら放射状に流れる本川・派川によって広大な扇状地を形成した。濃尾平野の尾張国側の木曽川左岸を特に「尾張平野」とも呼ぶが、左岸側の派川は江戸時代に建造された御囲堤によって締め切られ、旧左岸派川は般若川・青木川などに改修されるとともに宮田用水が整備された。
揖斐川では揖斐川本川と根尾川・粕川・相川などの支川の渓口を扇頂とした約10kmの扇状地を形成しており、その扇端は神戸町・北方町付近である。杭瀬川は揖斐川、犀川・糸貫川などは根尾川の旧本川河道跡である。
長良川扇状地は金華山付近を扇頂とした約5～6kmの扇状地で、扇端は鏡島大橋付近である。木曽川や揖斐川と比較すると狭い扇状地であるものの、木曽川上流改修工事までは扇状地上で長良川は3筋に分かれて流れていた。扇状地の西側には根尾川扇状地も迫っており、扇状地の縫合部は堪水が酷い地域であった。
尾張丘陵から流れる庄内川においては、岐阜・愛知県境付近の玉野渓谷を過ぎたあたりで濃尾平野に出るが、庄内川本川には一般的な扇状地はみられず、支川の内津川沿いに形成されているのみである。

### 自然堤防・後背湿地帯と三角州帯

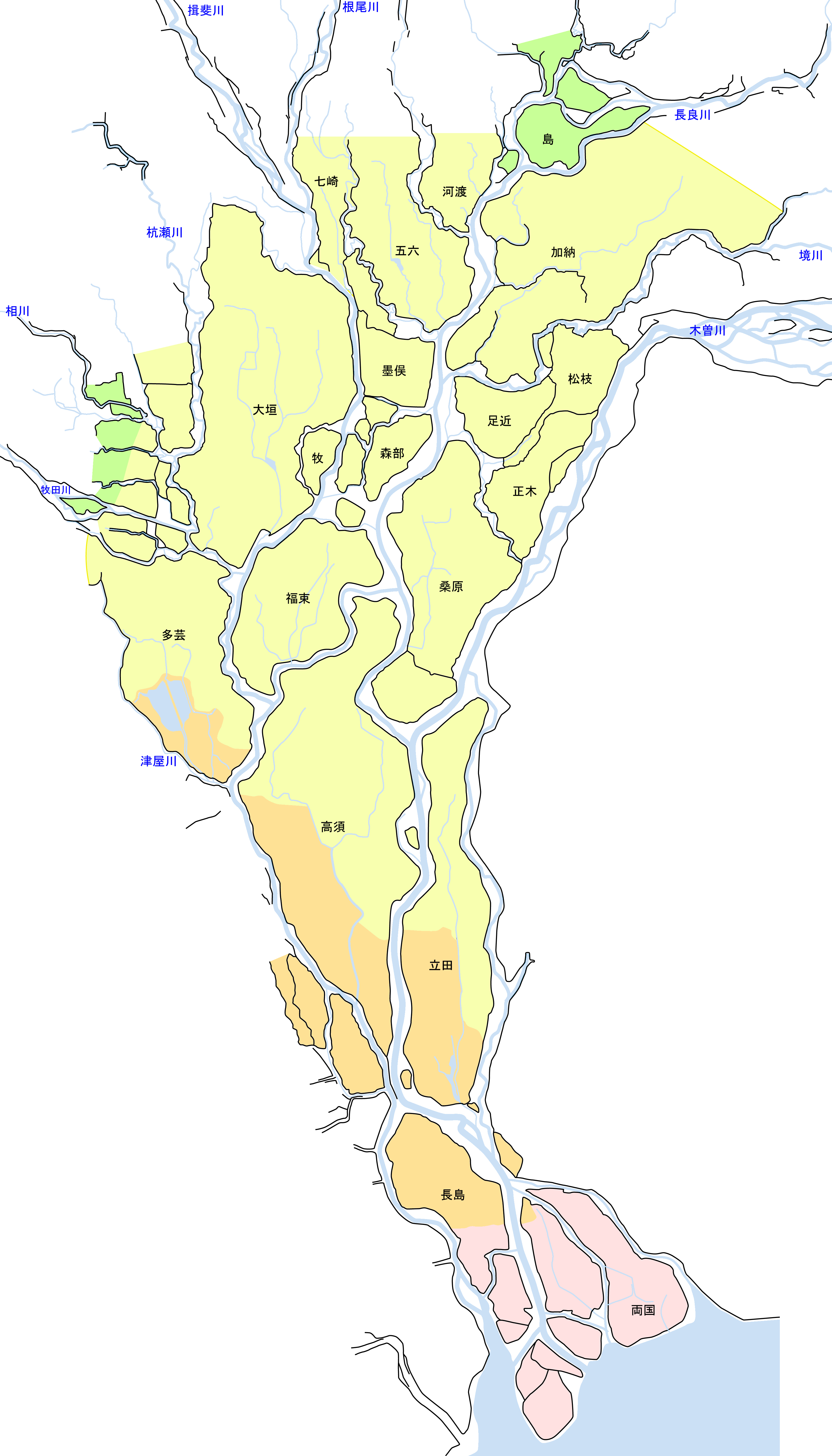
明治時代初期の輪中分布（緑が扇状地地域、黄が自然堤防・後背湿地地域、橙が三角州地域、赤が干拓地）

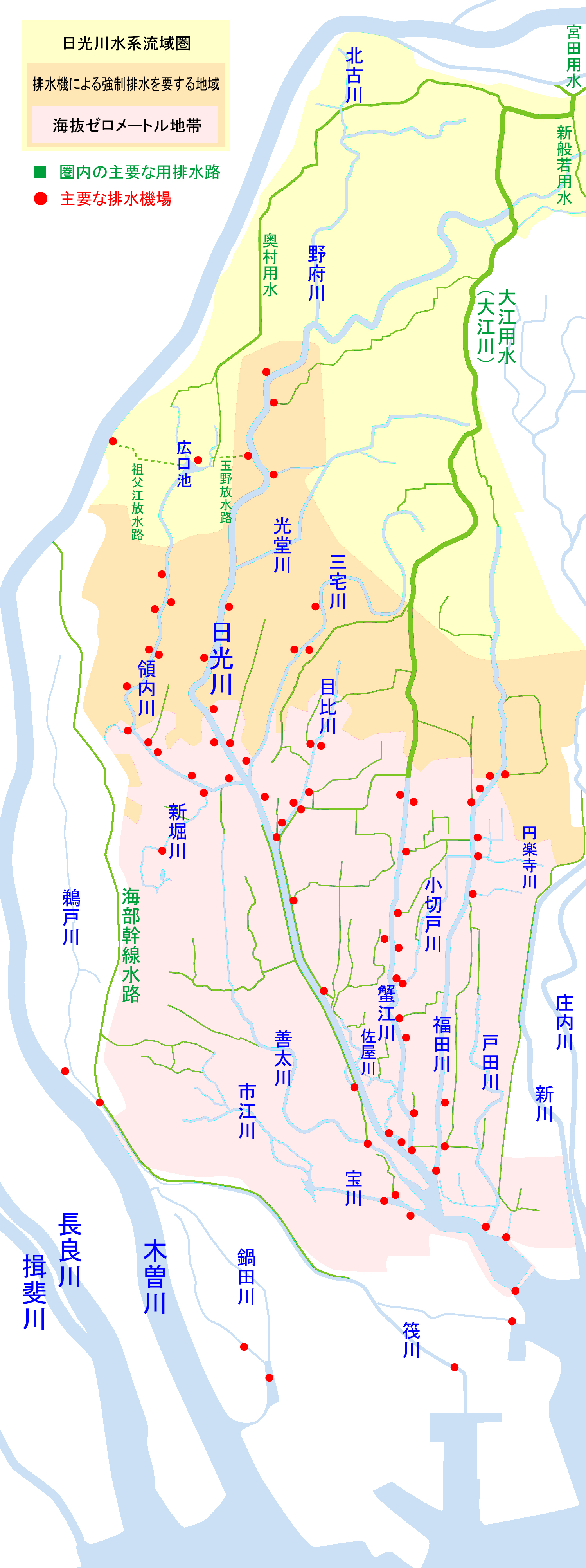
日光川水系流域の海抜ゼロメートル地帯の分布

扇状地以下の地域では河川が運んだ砂などによって、氾濫原で河川が乱流すると自然堤防が形成され、河口部では徐々に陸地化が進行する傾向がある。濃尾平野の縄文・弥生時代の海岸線は木曽川は古日光川（主要派川の二之枝川末端部、現在の三宅川から善太川に至る）筋で愛西市諸桑町付近、揖斐川筋で海津市南濃町庭田付近、庄内川筋で名古屋市中川区伏屋付近と現在よりかなり内陸側であったが、鎌倉時代頃には国道1号付近が海岸線となっていた。それより南側の地域は江戸時代に尾張藩・長島藩などによって新田開発で干拓されたり、明治以降に干拓・埋め立てが行われたことで人工的に陸地化が進められた地域である。
氾濫原では河川が洪水を繰り返すと、周囲には微高地（自然堤防）が形成され、その背後には後背湿地が生まれる。濃尾平野の後背湿地には砂層を主とする地域が大部分を占めるが、西部には泥層を主とする地域も広く分布する。古くからこうした地域は自然堤防上は集落や畑、後背湿地は水田として利用されており、この地域には稲沢市・清須市など尾張国の中心地となっていた地域が該当する。
縄文・弥生時代の海岸線より海側の津島市・あま市・大治町・名古屋市中村区岩塚町・名古屋市熱田区以下の大部分は海抜ゼロメートル地帯に該当する。これは、京葉や阪神の低地帯を大きく超える日本で最も広域な海抜ゼロメートル地帯であり、海抜マイナス3メートルを下回る地域も存在する。木曽三川流域では古くから水害が頻発した地域であることからこの付近で輪中が誕生するが、御囲堤建造以降に上流側に水害が及ぶようになると扇状地帯まで拡大していった。木曽川と庄内川に挟まれた地域の排水路としての役割を担う日光川水系では、自然堤防帯を含むほぼ全域でポンプによる強制排水を要する。

## 災害

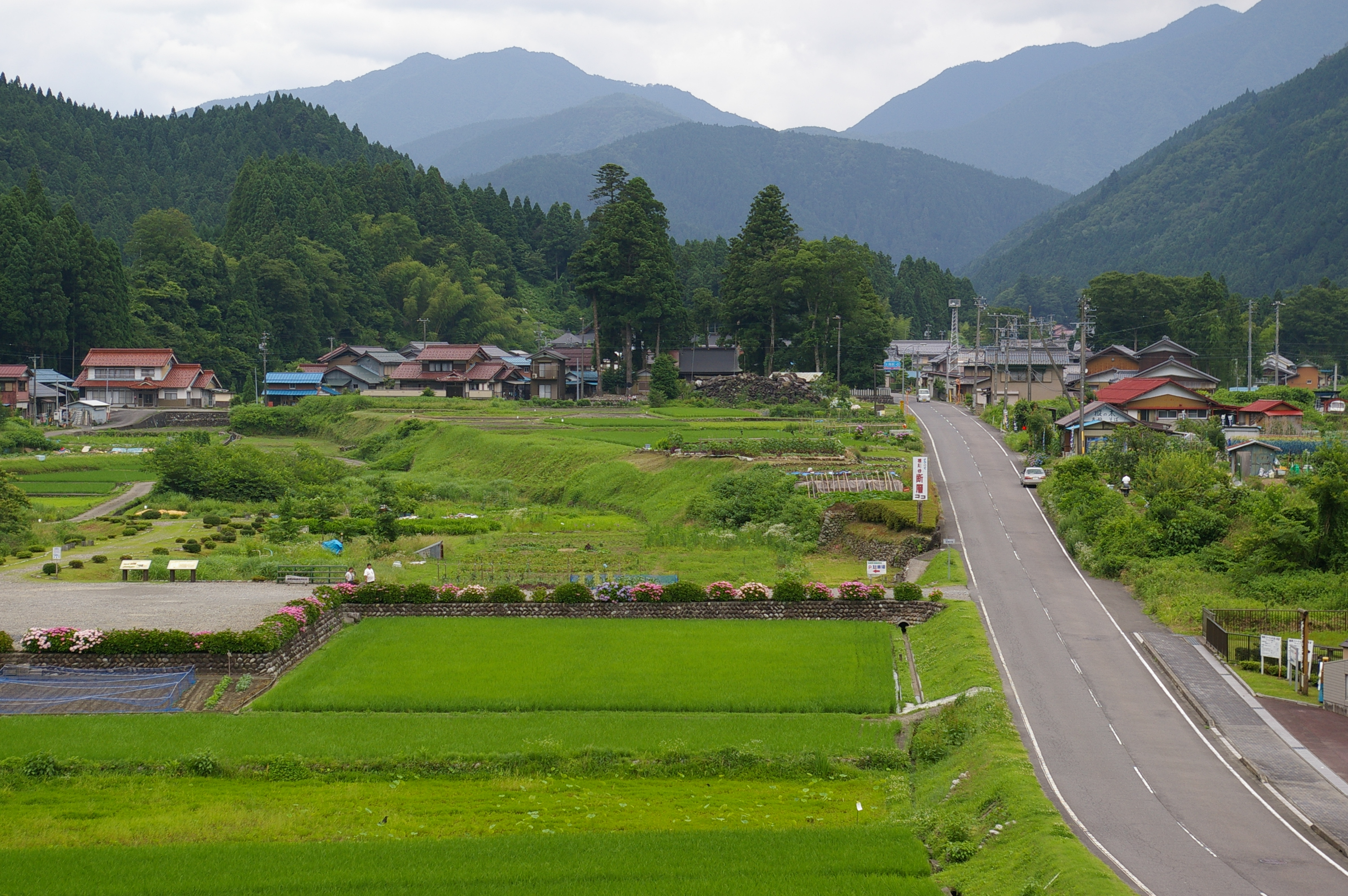
濃尾地震を起こした根尾谷断層

### 地震
- 1891年（明治24年）10月28日 - 濃尾地震。震源は岐阜県本巣郡西根尾村（現・本巣市）。マグニチュード8.0。日本史上最大級の内陸地殻内地震。

### 水害
- 1959年（昭和34年）9月26日 - 伊勢湾台風（台風15号）に起因する集中豪雨。南からの暴風で大規模な高潮が発生し、愛知県と三重県の県境付近で大きな被害が発生した。
- 1976年（昭和51年）9月12日 - 9.12水害。台風17号に起因する集中豪雨。洪水により岐阜県安八郡安八町や墨俣町を中心に大きな被害があったが、旧輪中堤を締め切った輪之内町は被害を免れた。
- 2000年（平成12年）9月11日・12日 - 東海豪雨。停滞した秋雨前線と台風14号に起因する集中豪雨。愛知県名古屋市を中心に洪水被害が発生した。
- 2008年（平成20年）8月26日～8月31日- 平成20年8月末豪雨による大きな被害発生。
- 2024年（令和6年）8月31日 - 台風10号に起因する集中豪雨。岐阜県池田町内の杭瀬川と東川の合流点付近で氾濫、池田町や大垣市で道路や住宅が浸水する被害が生じた[26][27]。

## 気候
夏は40度を超える地点がある酷暑地帯である一方で、冬は北海道並みの寒さを体感することもあるほど、寒暖差が大きい。
気候には北東を丘陵地、西から北を鈴鹿山脈・伊吹山地・両白山地に囲まれ、南側は伊勢湾に面する地形的な影響が大きい。また、濃尾平野は若狭湾から伊勢湾に抜ける風の通り道となっており、この風による気候への影響も大きい。
低気圧や前線、台風などが通過するときに南海上から湿った気流が濃尾平野に入ると、3方向が高地に囲まれた地形から南側斜面を中心に雨が降りやすい。夏場を中心に北風が山地を越えることでフェーン現象により気温が上昇しやすく、また特に午後に伊勢湾側から湿った南風が吹くことが多く、こういった要因から高温多湿になりやすい。
冬場は「伊吹おろし」と呼ばれる局地風による影響が大きく、西寄りに吹いた場合はフェーン現象を伴うため寒冷で乾燥した気候となる。日本海側で発達した積乱雲が、伊吹山地と鈴鹿山脈の間に位置する関ケ原町付近を抜けて濃尾平野に入り込むため、降雪時には関ケ原町の南東から南南東方向に線状の積雪帯を生じ、太平洋側にありながらもしばしば大雪に見舞われる。

## 主な都市
愛知県
名古屋市⁂、一宮市⁑、春日井市*、津島市、犬山市、江南市、小牧市、稲沢市、尾張旭市、岩倉市、愛西市、清須市、北名古屋市、弥富市、あま市など
岐阜県
岐阜市⁑、各務原市、大垣市、関市、可児市、美濃加茂市、羽島市、海津市、瑞穂市、本巣市など
三重県
桑名市長島地区、木曽岬町の一部地域
（太字は県庁所在地、⁂ は政令指定都市、⁑ は中核市、* は施行時特例市）

## 交通
古くから畿内と東国を結ぶ東西の要所として重要な交通路が通過している。また、内陸部への重要な交通路の基点ともなっている。
中世
東海道、東山道、津島街道
近世
東海道、中山道、美濃路、下街道、津島街道、佐屋街道
近代以降
- 鉄道 - 東海道新幹線、東海道本線、中央本線、関西本線、高山本線
- 国道 - 国道1号、国道19号、国道21号、国道22号、国道23号、国道41号
- 高速道路 - 東名高速道路、名神高速道路、中央自動車道、東名阪自動車道、東海北陸自動車道、伊勢湾岸自動車道、名古屋第二環状自動車道

## 産業

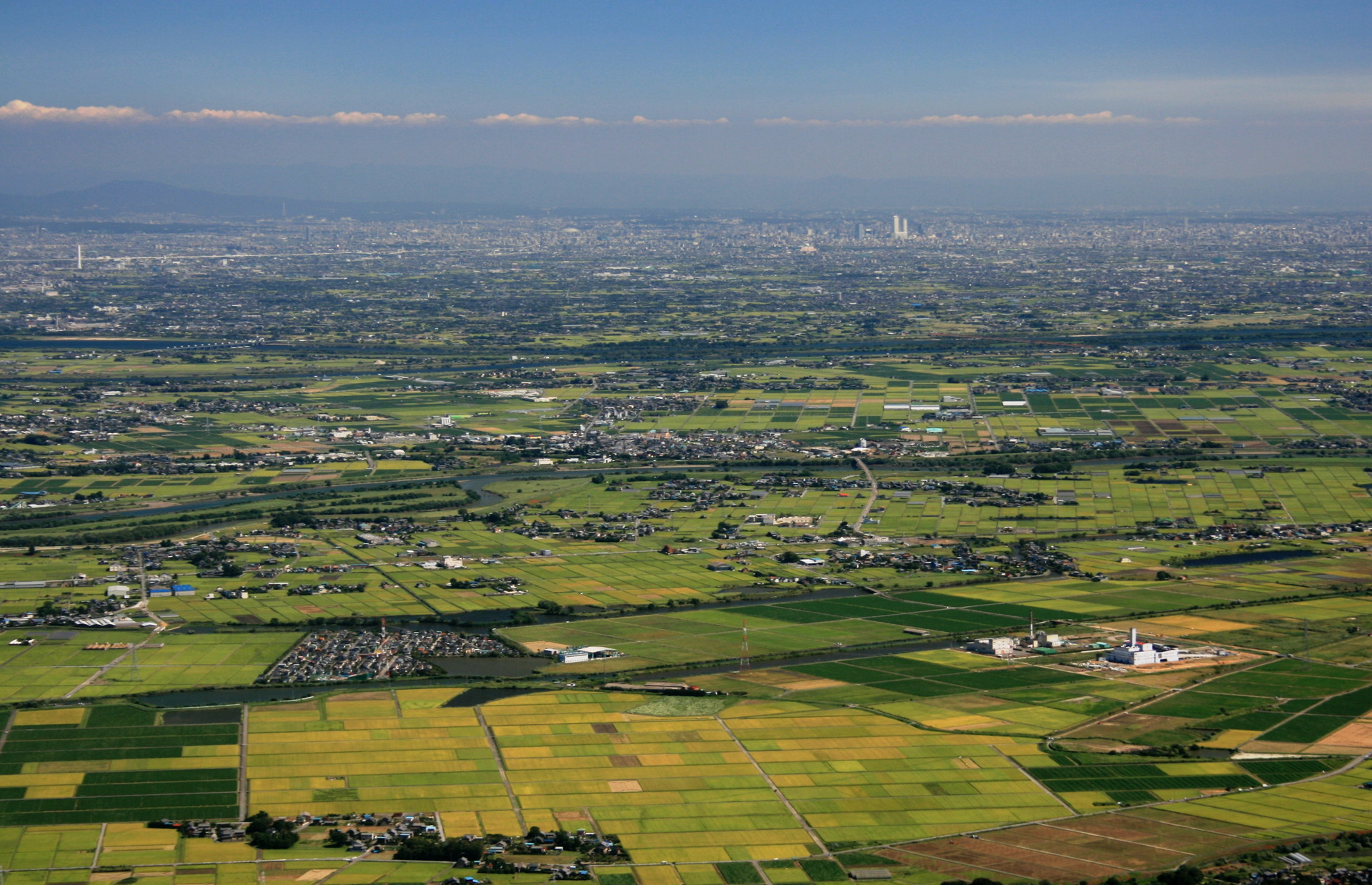
養老山から濃尾平野と名古屋市街を望む。JRセントラルタワーズも見える。

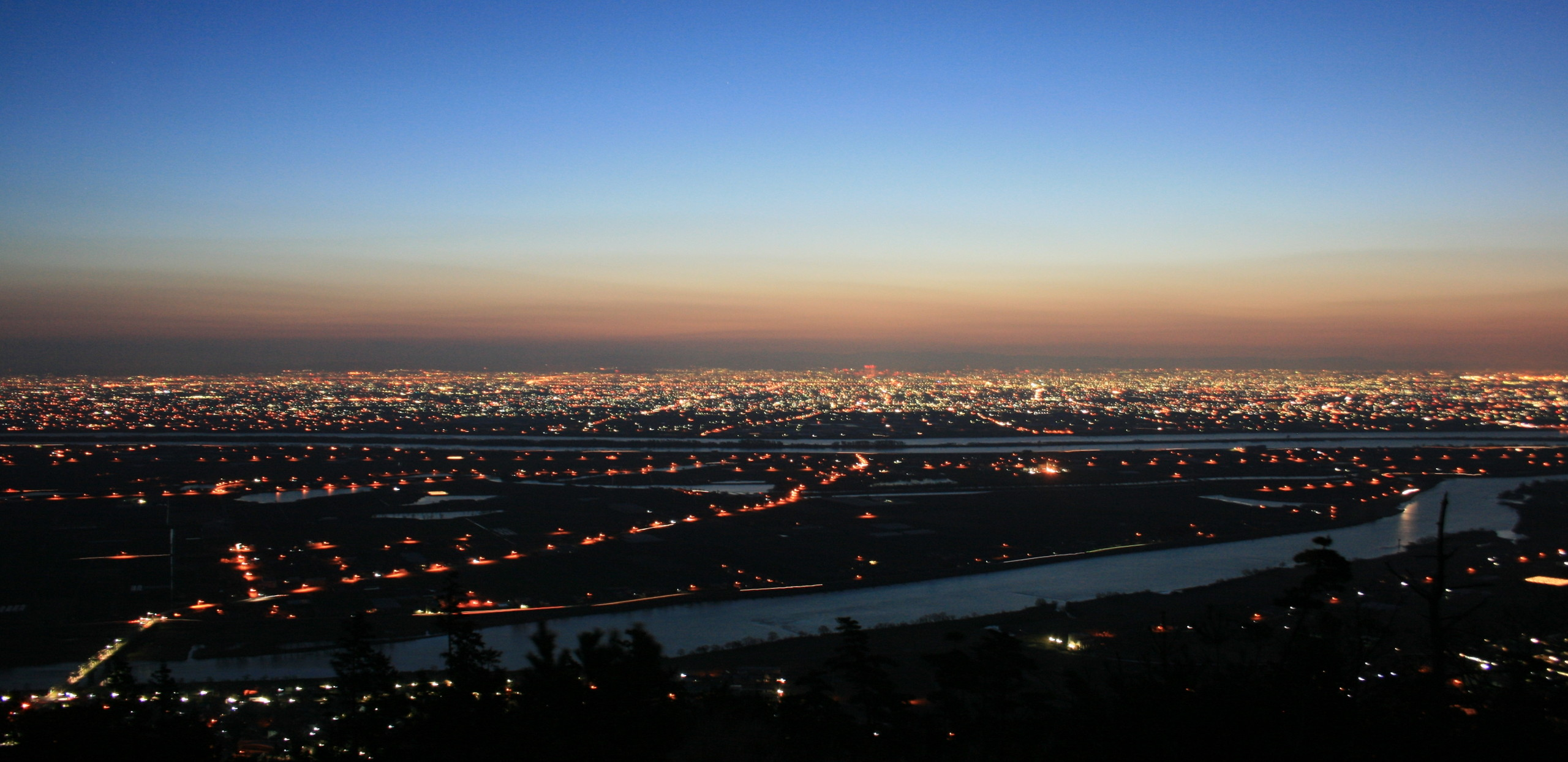
養老山地の石津御嶽から望む濃尾平野の夜景

### 農業
木曽三川下流の愛西市や海津市には輪中地帯には水田が広がり、稲作が盛ん。木曽川中流域の洪積台地や東部の丘陵地帯では、花き、野菜などの近郊農業が盛ん。北西部の本巣市付近では柿などの果樹栽培が盛ん。

### 工業
濃尾平野全域が中京工業地帯の一部である。名古屋市南部の臨海地区は、石油化学工業、製鉄業、機械工業などの工場地帯となっている。一宮市や大垣市周辺では繊維工業が盛ん。各務原市や小牧市周辺には航空機・宇宙関連産業が立地している。愛知県立小牧工科高等学校に航空産業科が存在する。

### 商業
名古屋市都心部（名駅・栄周辺）は、中部地方随一の繁華街で、地下街が発達し、百貨店が立ち並ぶ。岐阜市中心部（柳ヶ瀬周辺）や一宮市中心部には、百貨店と大規模な商店街がある。春日井市中心部は近年、郊外型の大規模商業施設が増加している。

## 関連作品
- 「濃尾恋歌」- 2014年（平成26年）にリリースされた石原詢子のシングル。作曲は吉幾三。
  - 「岐阜出身の石原に故郷のご当地ソングを」という吉の意向から誕生した楽曲である。